# The Thieves Who Couldn't Stop Sneezing
The Thieves Who Couldn't Stop Sneezing is een kort verhaal uit 1877 van de Engelse schrijver Thomas Hardy. Het werd niet opgenomen in een van zijn vier verhalenbundels. Wel werd het voor Hardy's doen lichtvoetige verhaal gepubliceerd in The Father Christmas Annual van dat jaar. 
De geschiedenis speelt zich zoals gewoonlijk af in het fictieve graafschap Wessex, in dit geval met name in de omgeving van Blackmore Vale in Dorset.

## Het verhaal
De veertienjarige onbevreesde boerenzoon Hubert wordt door zijn vader op kerstavond om een boodschap gestuurd in een naburig dorp. Pas in de avond kan hij op zijn paard terugkeren. In het onherbergzame gebied wordt hij echter door drie boeven overvallen. Ze binden hem vast aan handen en voeten, laten hem achter in een greppel en stelen zijn paard. Hij weet op den duur zijn voeten los te maken en strompelt door in de richting van zijn dorp. Dan ziet hij in de verte een licht en dichterbij gekomen ziet hij een groot huis dat hij binnengaat. In de eetzaal staat een copieus kerstdiner klaar, maar de kamer is verder volkomen leeg. Als hij stemmen hoort, duikt hij onder de tafel, vanwaar hij ziet dat de drie hem bekende boeven binnenkomen. Een van hen heeft, zo blijkt, een noodkreet geuit waardoor alle bewoners van het huis naar buiten zijn gesneld om te zien wat er gaande is. De boeven verstoppen zich in een kast met het kennelijke doel om later die avond het huis te beroven. Hubert glipt naar buiten en even later komen de bewoners terug naar binnen. Het is een echtpaar met een groot aantal kinderen en hun aanhang en een zestal bedienden. Het vrolijke gezelschap zet zich vervolgens onbezorgd aan de maaltijd. Hubert maakt zijn aanwezigheid kenbaar door tegen de deur te schoppen. Hij wordt met enige achterdocht binnengehaald en van zijn boeien ontdaan, waarna hij zijn verhaal doet en wordt uitgenodigd mee te eten. Gesterkt door het eten en wat drank vertelt hij desgevraagd dat hij een rondreizend tovenaar is die in staat is een storm te ontketenen in een gesloten kast. Dat wil het hele gezelschap graag eens zien. Hubert vraagt wat snuiftabak en iedereen volgt hem op zijn verzoek in volledige stilte naar de kast. Hubert plaatst de snuiftabak op de bovenrand van de deur en blaast alles naar binnen, waarop na korte tijd genies vanuit de kast hoorbaar wordt. Meer snuiftabak wordt aangedragen en naar binnen geblazen tot op den duur de drie boeven het niet meer kunnen harden en zich noodgedwongen overgeven, nadat Hubert hen heeft gedwongen te vertellen waar zijn paard is. Het opgeluchte gezelschap nodigt hem uit te blijven slapen, maar Hubert wil terug naar huis. Hij vindt zijn paard terug op de door de boeven genoemde plaats en vervolgt zijn weg naar zijn dorp.